# Тітуш Брезовачкі
Тітуш Брезовачкі (*Tituš Brezovački, 4 січня 1757 —†29 жовтня 1805) — хорватський письменник епохи Просвітництва.

## Життєпис
Народився в Загребі у 1757 році. Навчався спочатку в рідному місті, потім у Вараждині. Про подальші роки мало відомостей. У 1773 році стає членом ордену  Отців Паулінів.
З 1776 року навчався теології у Лепоглаві, згодом продовжив вивчати богослів'я в Будапешті. У 1781 році був призначений вчителем у Вараждинській школі ордену. У 1786 році залишив орден Отців Паулінів. В подальшому служив у хорватських парафіях Загребу, Раковича, Крапини, Пожега, Крижевців. Наприкінці життя повернувся до Загребу, де й помер у 1805 році від легеневої хвороби.

## Творчість
Відомий насамперед своїми драматургічними творами, які писав кайкавською говіркою хорватської мови.
Для церковних шкіл Брезовачкі склав агіографічну драму «Святий Олексій» (1786 рік). Вона ще відповідає класичним канонам драматургії.
Найвідомішими є комедії дві комедії: «Мат'яш — чарівник-учень» (1804 рік) та «Діогенеш, або Слуга двох втрачених братів» (1805 рік). Вони мають дидактичну спрямованість. За допомогою витівок Мат'яша (створеного в традиції німецького Гансвурста) письменник засуджує марновірство як духовну спадщину феодальної епохи і станові пороки (шахрайство ремісників, ледарство дворян); він готовий пробачити селянам невігластво, але не може миритися з дворянськими привілеями. Об'єктом критики стають новомодні захоплення дворян (бали, вечірки, карткова гра). Інша п'єса являє собою контамінацію сентиментального сюжету про двох братів, що знаходять один одного, і фарсової лінії Діогенеша. Спритний і кмітливий слуга, Діогенеш виступає в ролі резонера і разом з тим є носієм інтриги. У комедії показана галерея негативних типів: вельможа-нероба, шахрай-керуючий, торговець-спекулянт, лікар-шарлатан, невіглас-цирульник.